# سوني بين
ألكسندر سوني بين كان قاتلا أسطوريا يترأس عشيرة يبلغ عدد أفرادها 48 في القرن الخامس عشر أو السادس عشر في إسكتلندا، قيل أنه أعدم بسبب قتله وأكله لأكثر من ألف شخص.
وردت القصة في «التقويم السنوي لنيوجيت» وهو سجل لجرائم سجن نيوجيت في لندن. وفي حين رجح المؤرخون عدم وجوده أصلا، إلا أن قصته تحولت إلى أسطورة في أسكتنلندا.